# Click boom!
Click boom! è un singolo della cantante italiana Rose Villain, pubblicato il 7 febbraio 2024 come secondo estratto dal secondo album in studio Radio Sakura.
Il brano è stato presentato in gara durante la 74ª edizione del Festival di Sanremo, dove si è classificato al ventitreesimo posto al termine della kermesse musicale.

## Descrizione
Il brano è stato scritto dalla stessa Rosa Luini con l'aiuto di Tropico e prodotto da Sixpm. La canzone è stata ideata sulla storia di un flirt estivo, che Rose Villain ha raccontato a Petrella. In Click boom! si evidenziano due lati del carattere della cantante, quello più romantico e quello più ambizioso, in cui la cantante tira fuori tutto il suo orgoglio per cercare di non ricadere nell'errore di un amore passato. Il titolo è fortemente onomatopeico e richiama immediatamente la canzone Comic Strip di Serge Gainsbourg e Brigitte Bardot, ma anche Bam Bam Twist del collega Achille Lauro.
Il testo ruota attorno all'intensità e la passione di un amore travolgente, raccontando lo stato di confusione emotiva della cantautrice, la quale non è in grado di mostrare lucidità di fronte ai sentimenti che prova. Il testo trasmette anche messaggi di tristezza e bisogno profondo della persona amata, descrivendo la pioggia che cade sopra una lacrima. Dal testo si evince come, nonostante la cantante provi a allontanarsi dal suo amato, il legame tra i due è così forte da sentirsi incompleti l'una senza l'altro. L'artista poi paragona l'amore a un proiettile, utilizzando l'onomatopea click boom per rimandare al suono e all'impatto delle emozioni. Nel finale del testo, la protagonista giura che seguirebbe l'amato ovunque, anche sull'Everest con tutte le ossa rotte, in un'unione indelebile e al di là di tutto e tutti.

## Video musicale
Il video, diretto da Andrea Folino, è stato pubblicato in concomitanza del lancio del singolo sul canale YouTube della cantautrice.

## Tracce
Testi e musiche di Rosa Luini, Davide Petrella e Andrea Ferrara.
1. Click boom! – 3:45

## Formazione
- Rose Villain – voce
- Andrea "Sixpm" Ferrara – produzione, tastiere, chitarra, synth, programmazione ritmica
- Davide Rossi – archi

## Classifiche

### Classifiche settimanali
| Classifica (2024) | Posizione massima |
| ----------------- | ----------------- |
| Italia            | 8                 |
| Svizzera          | 96                |

### Classifiche di fine anno
| Classifica (2024) | Posizione |
| ----------------- | --------- |
| Italia            | 10        |

## Riconoscimenti
- Music Awards
  - Premio singolo multiplatino[14]

- Videoclip Italia Awards
  - 2025 – Candidatura ai migliori effetti visivi[15]